# Лихтенштайн (замок, Саксония)
Лихтенштайн (нем. Schloss Lichtenstein) — дворцово-замковый комплекс в городе Лихтенштайн, в районе Цвиккау, в земле Саксония, Германия. Современное ренессансное здание построено на месте средневековой крепости.

## История

### Ранний период
Первое упоминание о замке относится к 1212 году. В документах он назван по латыни: «Castrum Lichtenstein». Император Фридрих II подтверждал владение замком и окружающими землями чешским королём Оттокаром II. Таким образом, крепость относилась к собственности правителя Богемии. Непосредственным управлением крепостью занимались рыцари рода фон Шёнбурга. Семья владела имением на правах феода. Правда, некоторые исследователи оспаривают точность этой даты.
Тот ранний замок представлял собой одноэтажное здание со сторожевой башней, которые были обнесены земляными валами и частоколом из дерева. Несколько позже укрепления перестроили, используя бутовый камень.
Не вызывает сомнений, что в 1286 году замком Лихтенштайн владел Фридрих I фон Шёнбург (1247—1290), а в 1297 году — Фридрих II фон Шёнбург (1261—1297).
В 1349 году Фридрих XIII, представитель рода Шёнбург-Пирзенштайн, владевшего замком, признал себя вассалом Мейсенского маркграфа Фридриха III. Позднее маркграфа признал своим сюзереном и Альбрехт I, также как и владельцы замка Понитц. В 1357 году замок, вероятно, был разрушен в ходе конфликта между семьями фон Шенбург и фон Ройсен с одной стороны, и маркграфами Мейсена. Во всяком случае потребовалась помощь каменщиков для восстановления крепости. 5 апреля 1382 года представители богемской ветви фон Шёнбург продали свою долю в замке Лихтенштайн саксонским родственникам: двоюродным братьям Фридриху XI и Файту I из линии Шёнбург-Глаухау.

### Эпоха Ренессанса
В 1538 году в замке произошёл сильный пожар. В ходе восстановительных работ здание было перестроено в стиле раннего ренессанса.
Во время Тридцатилетней войны замок осадила имперская армия. 18 августа 1632 года он был захвачен. Солдаты Габсбургов безжалостно разграбили и разрушили Лихтенштайн. Здания комплекса лежали в руинах до 1648 года, до самого завершения войны.
В своём нынешнем виде замок был построен после Тридцатилетней войны. Лихтенштайн стал главной резиденцией рода фон Шёнбург. В этом статусе он оставался до XIX века. В 1790 году прошла масштабная реконструкция. Её инициатором выступил Отто Карл Фридрих фон Шёнбург-Вальденбург (1758—1800).

### XIX—XX века

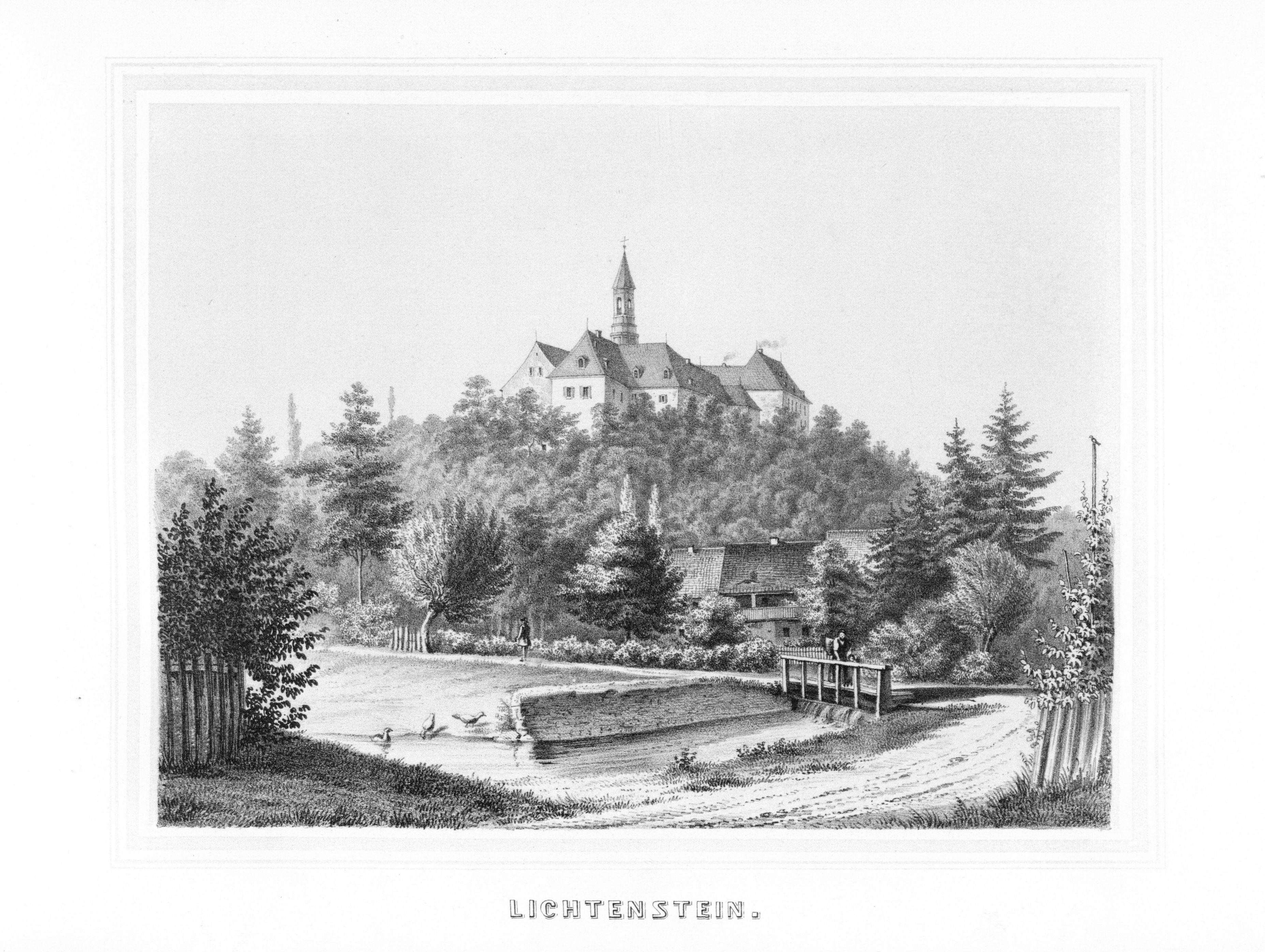
Замок Лихтенштайн на рисунке 1856 года

В ходе очередной реконструкции в период с 1837 по 1839 год перестроили южное крыло. Во внутреннем дворе замка построили крытые галереи (аркады). Во время мартовской революции 1848 года здесь скрывался знаменитый австрийский дипломат и политик Клеменс фон Меттерних (дальний родственник семьи фон Шёнбург). Причём революционеры, ворвавшиеся в замок, тщательно обыскали все помещения, но так и не нашли беглеца.
В конце Второй мировой войны в замке разместили сотни немецких беженцев, прибывших с востока. После войны Лихтенштайн оказался в Советской зоне оккупации Германии. Новые власти разрешили использовать центральную часть комплекса Союзу католических благотворительных организаций «Каритас». После ремонта здесь с 1949 по 2000 год размещалась штаб-квартира общества Святой Елизаветы.
В начале 1950-х годов члены созданной в ГДР организации «Культурный союз» обнаружили под замком разветвлённую сеть подземных ходов, а также созданную там усыпальницу рода фон Шёнбург, темницу и комнату пыток. Эти помещения были сделаны частью экскурсионного маршрута по комплексу Лихтенштайн (в настоящее время подземелья никак не имеют непосредственного входа из замка).
Во время археологических изысканий были обнаружены фундаменты прежних стен и сооружений. Кроме всего прочего, исследователи нашли цистерну, где ранее хранили запасы воды.
В 2000 году в ходе реституции Лихтенштайн перешёл в собственность принца Александра фон Шёнберг-Хартенштайн.

## Расположение
Замок находится на высоте 340 метров над уровнем моря. Он расположен к северо-востоку от центра города Лихтенштайн на отроге высокого скалистого холма на восточном берегу реки Редлицбах.

## Описание
Замок образует почти правильный прямоугольник, внутри которого имеется небольшой двор. Особенностью двора можно считать крытые галереи, которые нечасто встречаются в немецких крепостях. В середине западного крыла находится восьмиугольная башня. В прежние времена это был бергфрид. Но после всех реконструкций башня стала декоративным украшением замка. Главный вход, над которым размещён герб рода, обрёл современный вид во время реконструкции 1837—1839 годов.
В средние века в замок можно было попасть только по подъёмному мосту. Подходы к замку защищал форбург.

## Семейный склеп рода фон Шёнбург
Склеп для захоронения останков представителей рода фон Шёнбург создали в толще скалы под замковой часовней в 1797 году. Здесь захоронены 20 членов семьи. Нынешний вход в усыпальницу создан около 1958 года. В прежние времена гробы (из дерева, цинка, меди и чугуна) опускали вниз через специальную шахту в полу часовни.
Один из гробов отличается от соседних. По преданию, Отто Виктор фон Шёнбург-Вальденбург, очень боялся, что его похоронят заживо. Например, во время летаргического сна. Для него смастерили необычный гроб. Внутри находилось специальное устройство, посредством которого можно было подать сигнал наружу. Наверху имелся небольшой колокол. Если в него звонили, это означало, что усопший на самом деле жив.

## Галерея

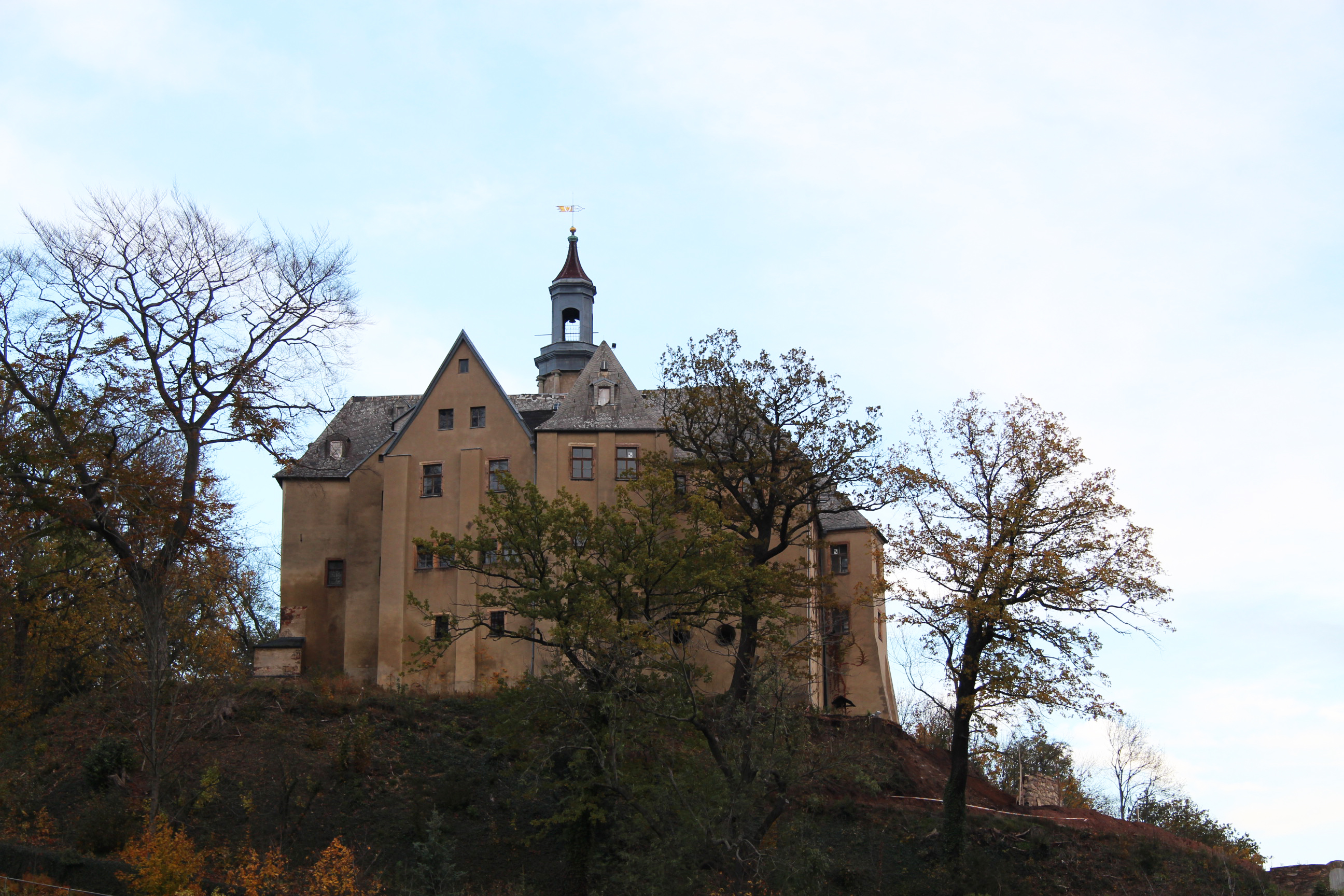
Вид замка с восточной стороны
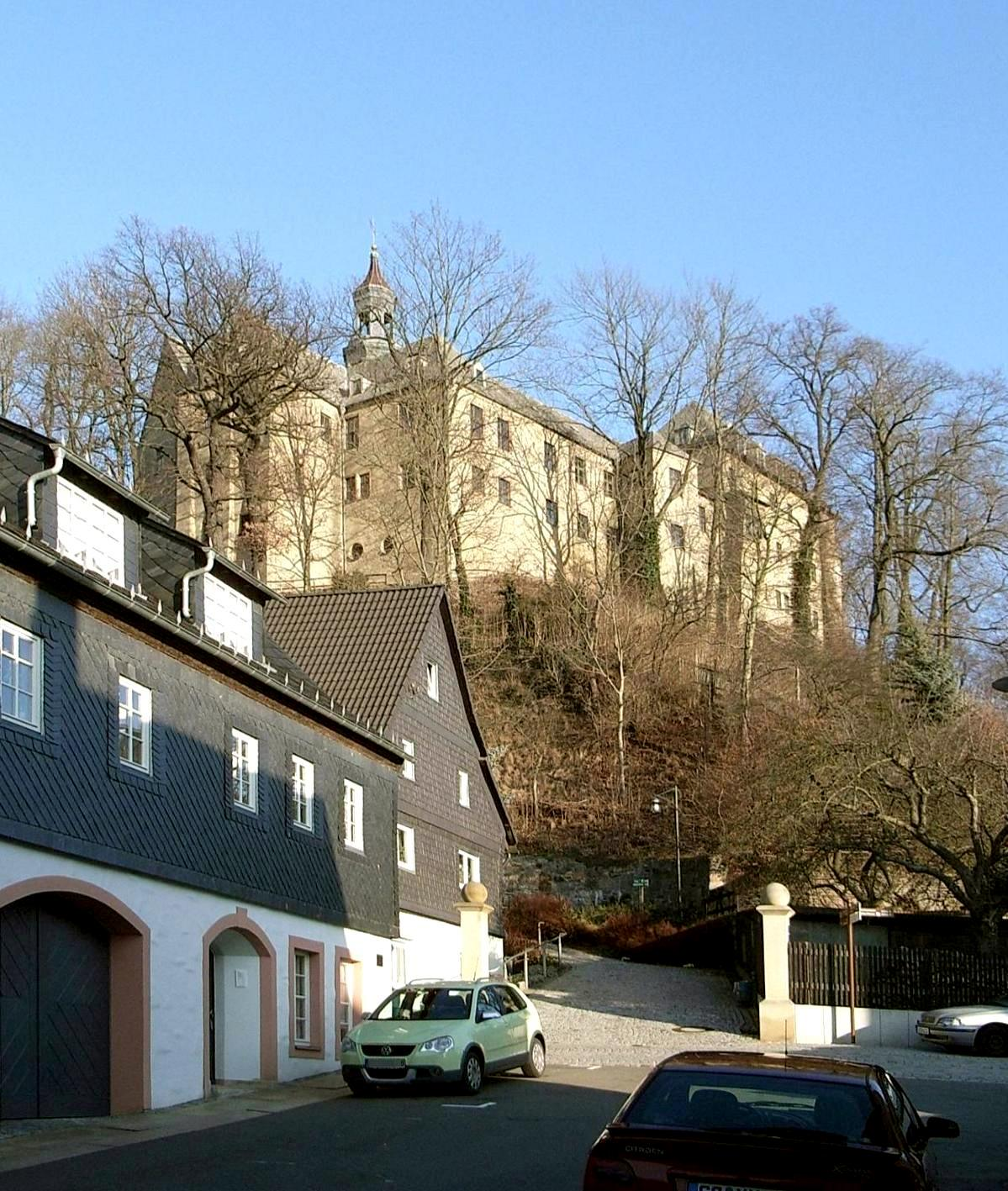
Вид замка снизу
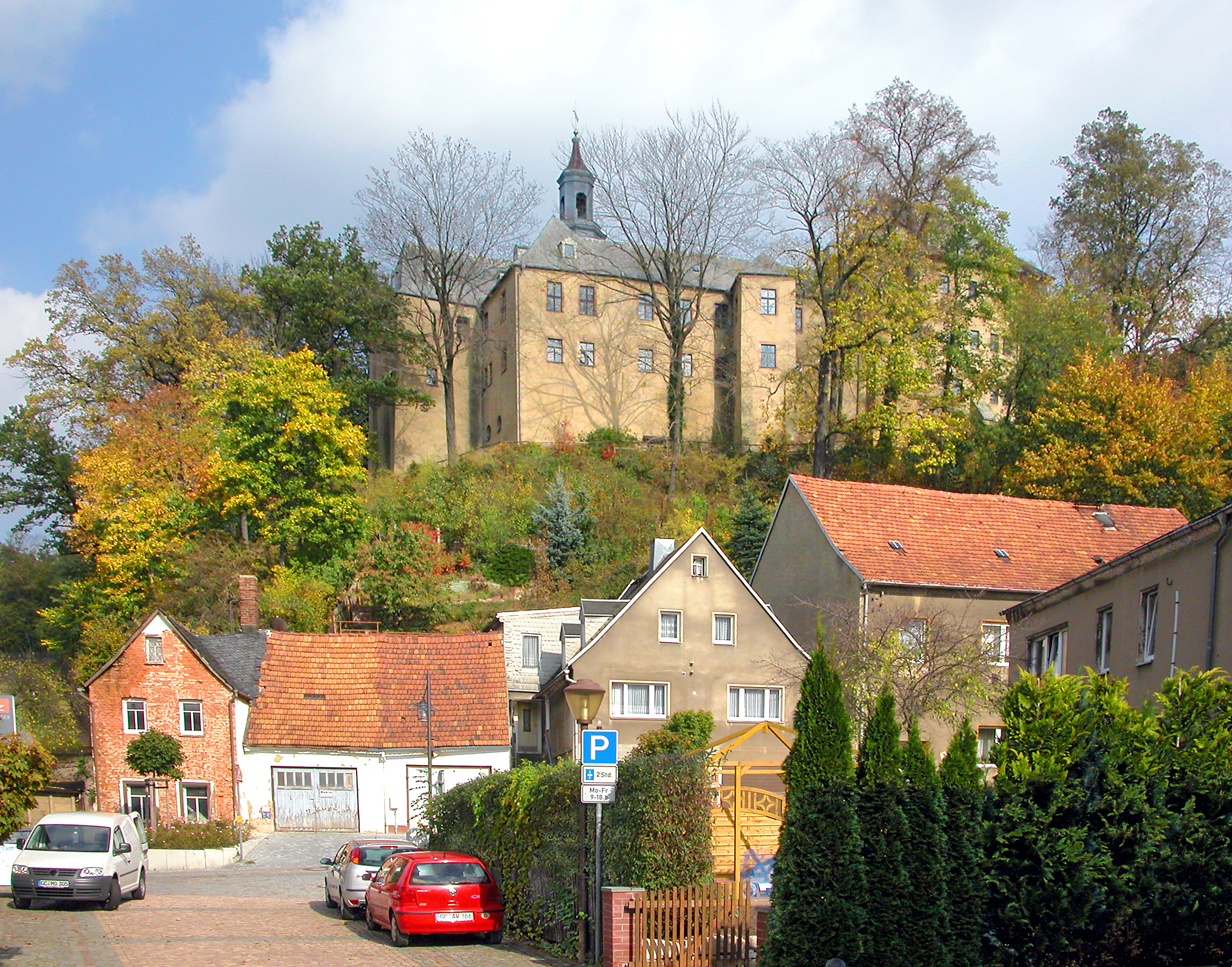
Вид замка со стороны деревни
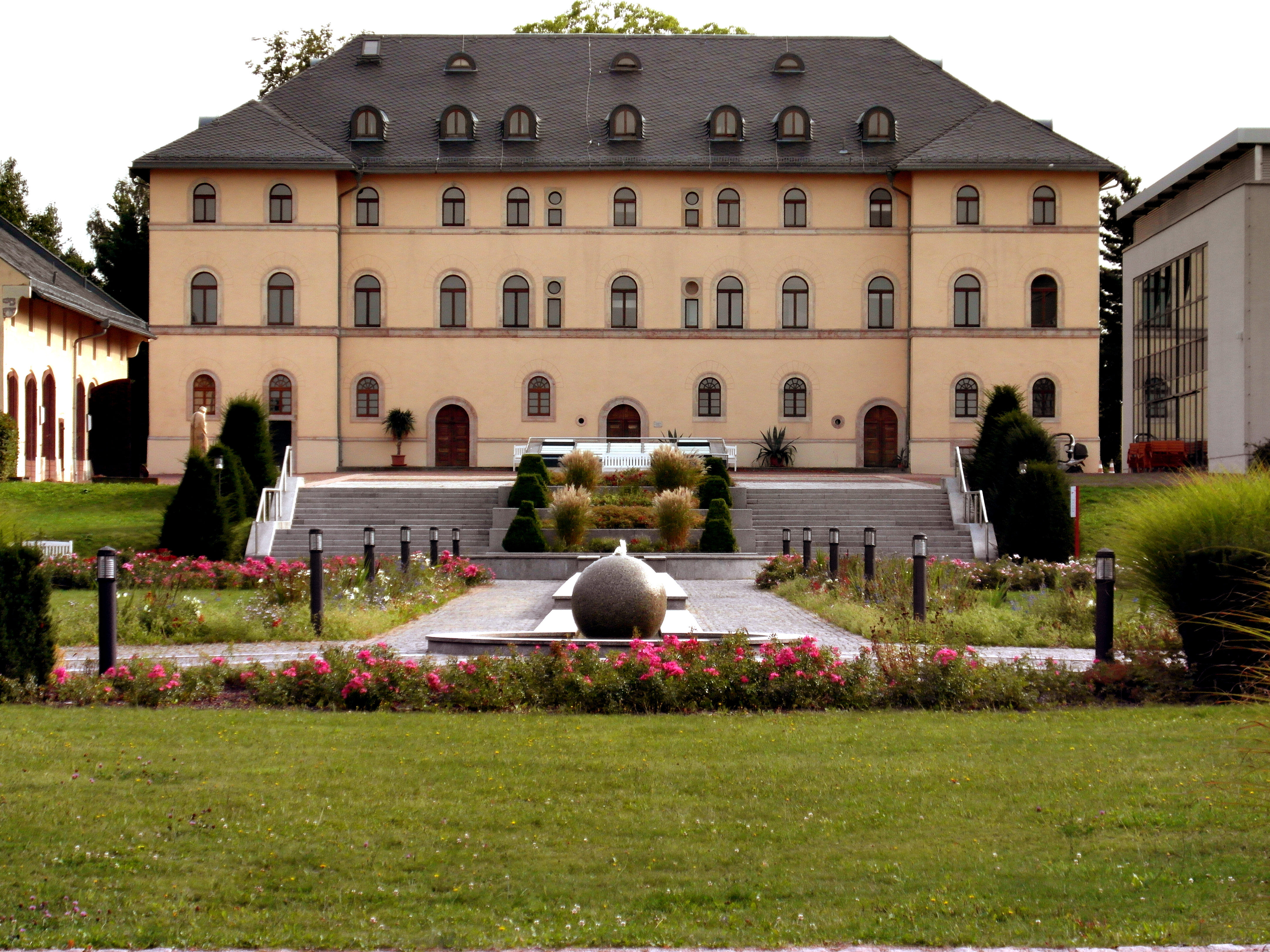
Дворец, построенный у подножия замка
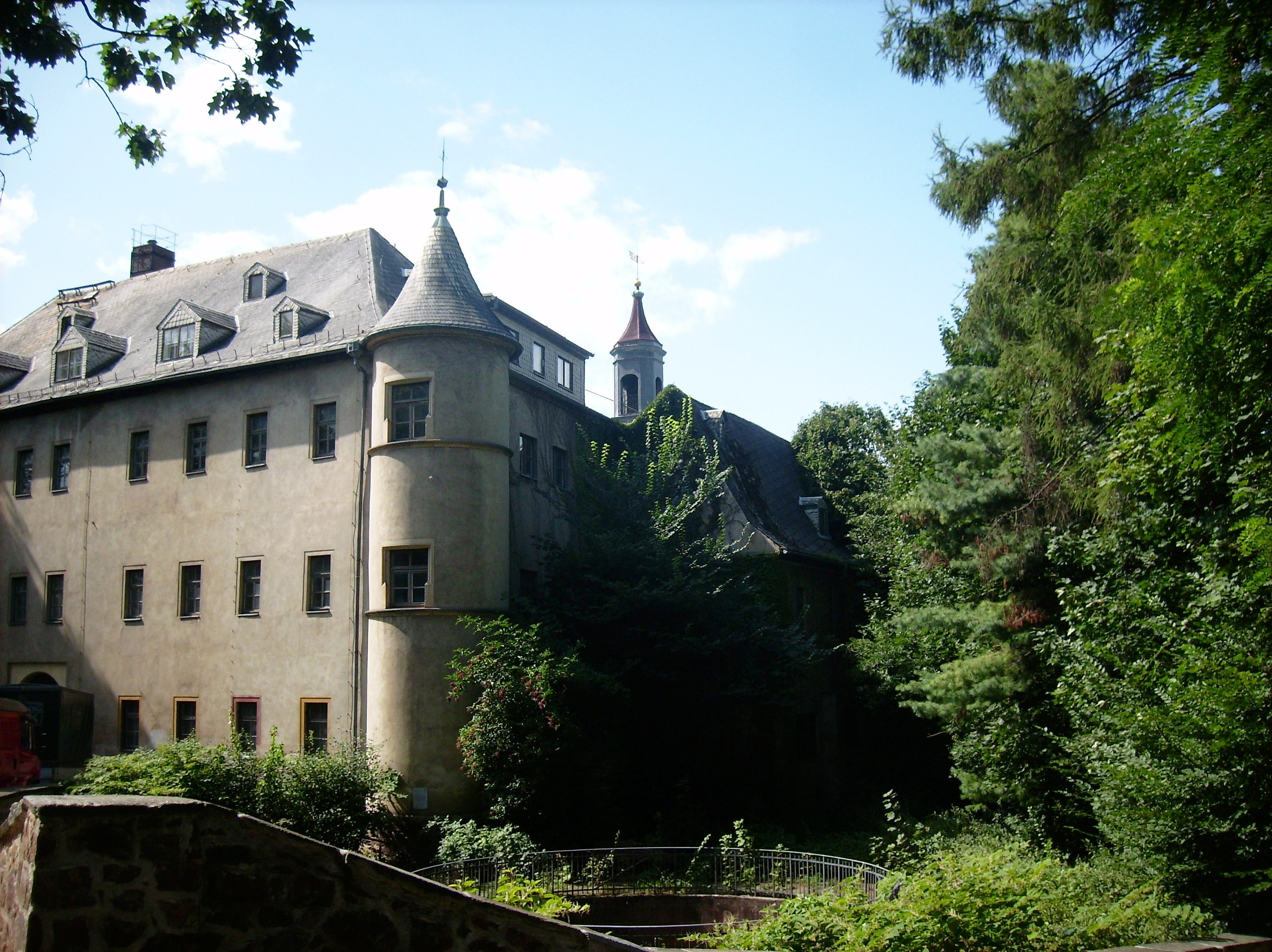
Угловая башня резиденции